# Ульріх Нітцшке
Ульріх «Уллі» Нітцшке (нім. Ulrich "Ulli" Nitzschke; 25 липня 1933 — 23 липня 2013) — німецький боксер, що виступав за збірну команду НДР. Чемпіон Європи з боксу (1953), фіналіст чемпіонату Європи з боксу (1955).

## Біографія
Народився 25 липня 1933 року в місті Кведлінбург, Саксонія-Ангальт.
Боксом почав займатись у 1948 році.
Чемпіон НДР з боксу у середній (1951), напівважкій (1952–1953), та важкій (1955) вазі.
Переможець чемпіонату Європи з боксу 1953 року та фіналіст чемпіонату Європи 1955 року.
На літніх Олімпійських іграх 1956 року в Мельбурні (Австралія) у чвертьфіналі поступився італійцеві Джакомо Бозано.
У серпні 1958 року втік до Західного Берліна. З 1958 по 1963 роки виступав на професійному ринзі. Провів 30 боїв, з яких у 23 одержав перемогу.
Помер 23 липня 2013 року в місті Хемніц.